# 余士瑺
余士瑺（？—1645年），字季美，號鉅平，湖廣麻城縣（今湖北省）人。明末官員。

## 生平
余士瑺爲天啓四年（1624年）甲子科湖廣鄉試第五十三名舉人，崇禎十年（1637年）丁丑科進士。刑部觀政，十一年四月授任福建福清縣知縣，十二年降調。十六年起補福州府簡較，本年升九江府推官。弘光元年（清順治二年，1645年），左良玉所部屯駐九江，大肆劫掠。余士瑺仗義叱責，被兵士重傷而死。

## 家族
曾祖余洪贤，祖余绣，赠文林郎；父余学渊，安顺府推官。